# Topolino e il mistero dell'uomo nuvola
Topolino e il mistero dell'uomo nuvola (Island in the sky) è una storia a strisce della Walt Disney realizzata da Floyd Gottfredson (soggetto e disegni), Ted Osborne (sceneggiatura) e Ted Thwaites (ripasso a china), pubblicata sui quotidiani statunitensi dal 30 novembre 1936 al 3 aprile 1937. In Italia è comparsa per la prima volta sui numeri dal 223 al 255 di Topolino giornale, in periodo che va dal 1º aprile all'11 novembre 1937.

## Trama
Topolino e Pippo hanno acquistato un aeroplano con la ricompensa che hanno ricevuto per aver risolto il mistero della villa del signor Bassett (nella storia del 1936 Topolino nella casa dei fantasmi), grazie al quale, volando nel cielo, si imbattono nell'isola volante del professor Enigm, che ha scoperto l'energia atomica. Purtroppo Gambadilegno vuole la formula dell'energia atomica e Topolino dovrà affrontarlo per mettere al sicuro la formula.
Una citazione della storia è presente all'inizio dell'avventura Topolino e il gorilla Spettro del 1937, suo sequel.